# 安福殿

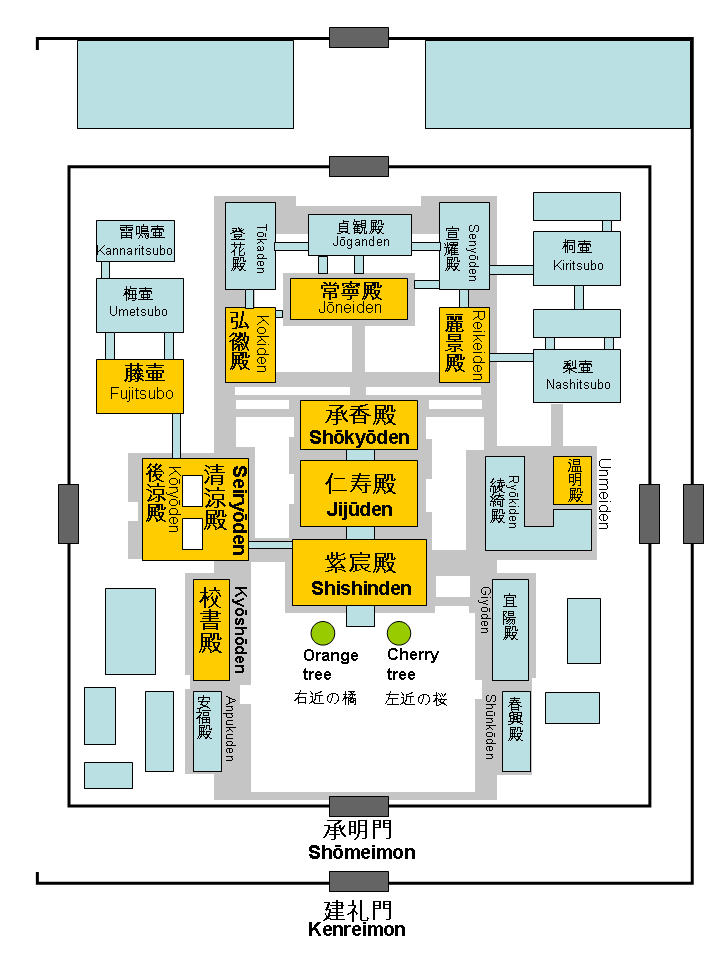
平安京内裏図

安福殿（あんぷくでん）とは、平安京の内裏における殿舎のひとつ。
紫宸殿の西南、月華門を挟んで校書殿の南に位置する。南庭東側の春興殿とは東西に相対する。
侍医や薬生（やくしょう）が控えていたので薬殿（くすどの）とも。